# Sessel Mountain
Sessel Mountain är ett berg i Kanada.   Det ligger i provinsen British Columbia, i den sydvästra delen av landet, 3 500 km väster om huvudstaden Ottawa. Toppen på Sessel Mountain är 2 712 meter över havet, eller 20 meter över den omgivande terrängen. Bredden vid basen är 0,30 km.
Terrängen runt Sessel Mountain är bergig söderut, men norrut är den kuperad. Trakten runt Sessel Mountain är nära nog obefolkad, med mindre än två invånare per kvadratkilometer.. Det finns inga samhällen i närheten. 
I omgivningarna runt Sessel Mountain växer i huvudsak barrskog.